# Echendu Adiele
Echendu Adiele (17 de noviembre de 1978 - 18 de junio de 2011) fue un jugador de fútbol profesional de Nigeria que jugó como defensa.

## Carrera
Adiele jugó en los clubes Sharks, y en Alemania para Fortuna Düsseldorf, Borussia Neunkirchen, 1. Fußball-Club Saarbrücken, SV Darmstadt 98 y SV Waldhof Mannheim.

## Muerte
Adiele murió mientras dormía el 18 de junio de 2011.